# Ludivine Lovet
Ludivine Lovet, née le 25 avril 1986, est une joueuse de pétanque française. 

## Clubs
- ?-? : DUC Nice

## Palmarès

### Séniors

#### Coupe des Confédérations
Finaliste
- Triplette 2018 (avec Camille Durand, Céline Lebossé et Caroline Bourriaud) :  Équipe de France

#### Championnats de France[1]
Championne de France
- Tête à tête 2015 : DUC Nice[2]

Finaliste
- Doublette 2017 (avec Agnès Viens) : DUC Nice

#### Mondial La Marseillaise
Vainqueur
- 2004 (avec Audrey Arnaud et Agnès Viens)
- 2011 (avec Laura Radosavljevic et Agnès Viens)

Finaliste
- 2009 (avec Sandrine Herlem et Cynthia Quennehen)

#### Millau

##### Mondial à pétanque de Millau (2003-2015)
Finaliste
- Doublette 2008 (avec Sandrine Herlem)